# Aljaksandr Radsinski
Aljaksandr Mikalajewitsch Radsinski (belarussisch Аляксандр Мікалаевіч Радзінскі, russisch Александр Николаевич Рядинский/Alexander Nikolajewitsch Rjadinski; * 1. April 1978 in Minsk, Weißrussische SSR) ist ein belarussischer Eishockeyspieler, der seit 2011 beim HK Njoman Hrodna in der belarussischen Extraliga unter Vertrag steht.

## Karriere
Aljaksandr Radsinski stammt aus dem Nachwuchs des HK Junost Minsk und spielte für diesen ab 1995 in der East European Hockey League und der belarussischen Extraliga. Während der Spielzeit 2000/01 spielte er parallel für Junost in der EEHL und den HK Keramin Minsk in der Extraliga, bevor er ab 2001 ausschließlich für Keramin aufs Eis ging. Mit Kermamin Minsk wurde er 2002 belarussischer Meister und Pokalsieger, sowie 2003 und 2004 jeweils Gewinner der EEHL.
In den Jahren 2005 und 2007 gewann Radsinski mit dem HK Keramin Minsk jeweils die Vizemeisterschaft Belarus’, bevor er sich 2008 zu einer Rückkehr zu seinem Heimatverein entschloss. Am Ende der Spielzeit 2008/09 gewann er mit diesem erneut die belarussische Meisterschaft. Im Sommer 2009 erhielt Radsinski ein Vertragsangebot des HK Dinamo Minsk aus der Kontinentalen Hockey-Liga, welches er annahm. In der Saison 2009/10 kam er sowohl für Dinamo in der KHL, als auch für das Farmteam, den HK Schachzjor Salihorsk, in der belarussischen Extraliga zum Einsatz. Zur Saison 2010/11 kehrte er ein weiteres Mal zum HK Junost Minsk zurück, mit dem er erneut belarussischer Meister wurde und auf europäischer Ebene den IIHF Continental Cup gewann.
Seit der Saison 2011/12 spielt Radsinski für den HK Njoman Hrodna in der belarussischen Extraliga.

### International
Für Belarus nahm Radsinski im Juniorenbereich ausschließlich an der U20-Junioren-C-Weltmeisterschaft 1997 teil. Im Seniorenbereich stand er im Aufgebot seines Landes bei den Weltmeisterschaften 2003, 2005, 2006, 2007, 2009, 2010 und 2011 sowie bei den Olympischen Winterspielen 2010 in Vancouver.

## Erfolge und Auszeichnungen
- 2002 Belarussischer Meister mit dem HK Keramin Minsk
- 2002 Belarussischer Pokalsieger mit dem HK Keramin Minsk
- 2003 Meister der East European Hockey League mit dem HK Keramin Minsk
- 2003 Bester Verteidiger der East European Hockey League
- 2004 Meister der East European Hockey League mit dem HK Keramin Minsk
- 2009 Belarussischer Meister mit dem HK Junost Minsk
- 2011 IIHF-Continental-Cup-Gewinn mit dem HK Junost Minsk
- 2011 Belarussischer Meister mit dem HK Junost Minsk
- 2016 Belarussischer Meister mit dem HK Junost Minsk

### International
- 1997 Aufstieg in die B-Gruppe bei der U20-Junioren-C-Weltmeisterschaft